# Оратівка
Ора́тівка — село в Україні, в Оратівській селищній громаді Вінницького району Вінницької області. Розташоване на лівому березі річки Осичка (притока Роськи) за 5 км на південний схід від смт Оратів. Населення становить 190 осіб (станом на 1 січня 2018 р.).

## Населення

### Мова
Розподіл населення за рідною мовою за даними перепису 2001 року:
| Мова       | Кількість | Відсоток |
| ---------- | --------- | -------- |
| українська | 283       | 99.3%    |
| російська  | 2         | 0.7%     |
| Усього     | 285       | 100%     |

## Історія
12 червня 2020 року, відповідно розпорядження Кабінету Міністрів України № 707-р «Про визначення адміністративних центрів та затвердження територій територіальних громад Вінницької області», село увійшло до складу Оратівської селищної громади.
19 липня 2020 року, в результаті адміністративно-територіальної реформи та ліквідації Оратівського району, село увійшло до складу Вінницького району.

## Галерея

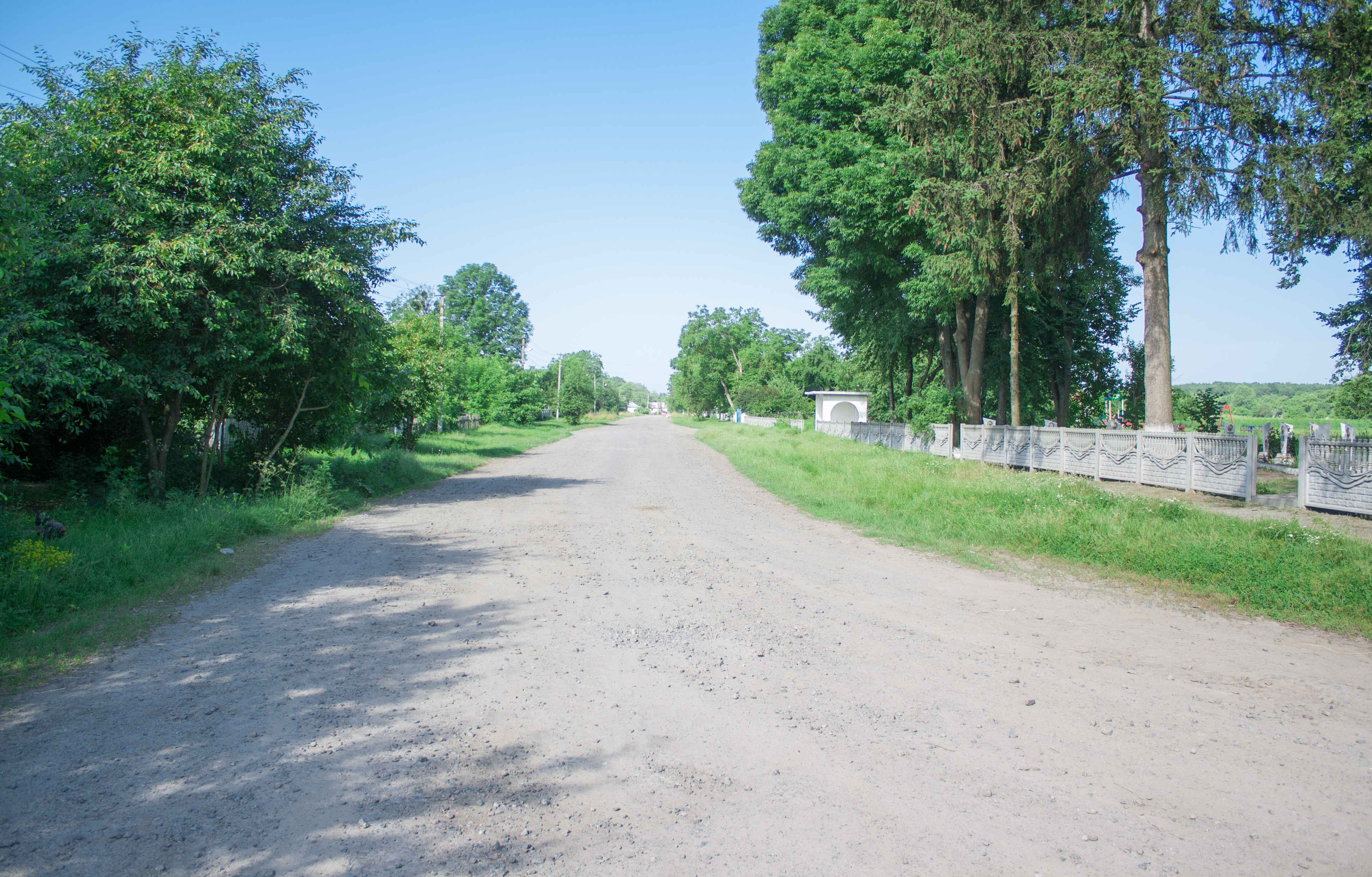
Головна вулиця
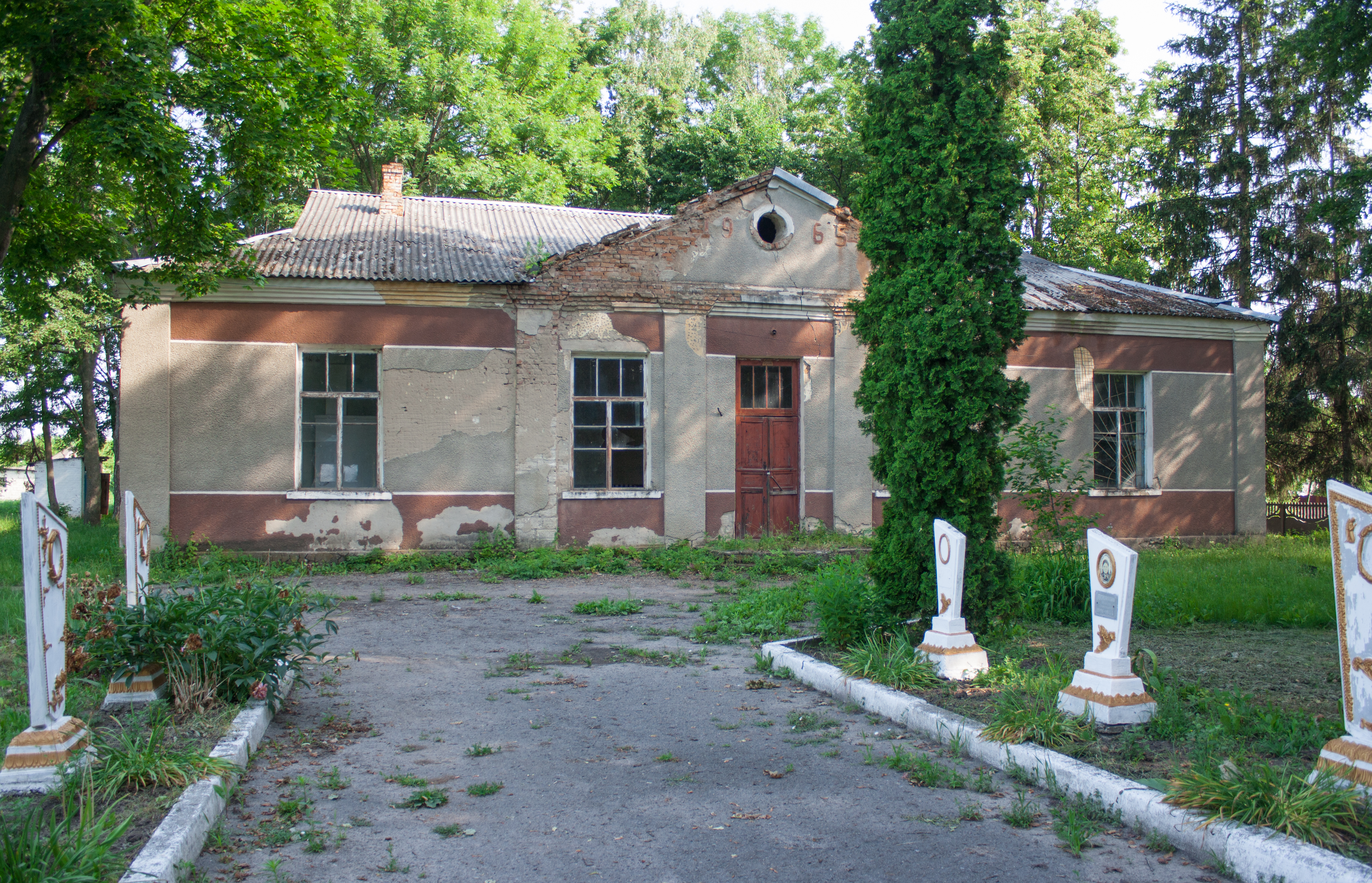
Будинок культури
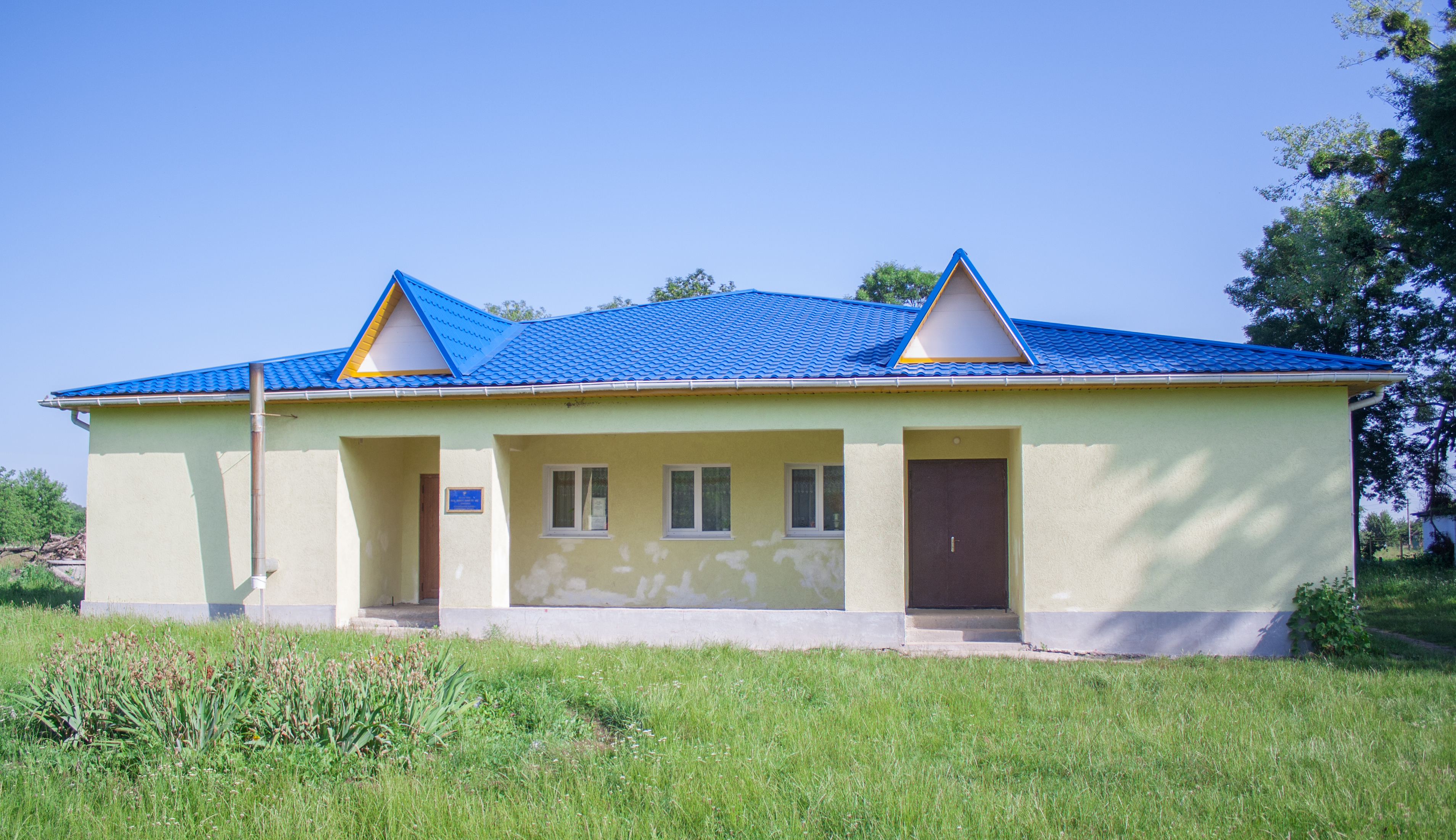
Фельдшерський пункт
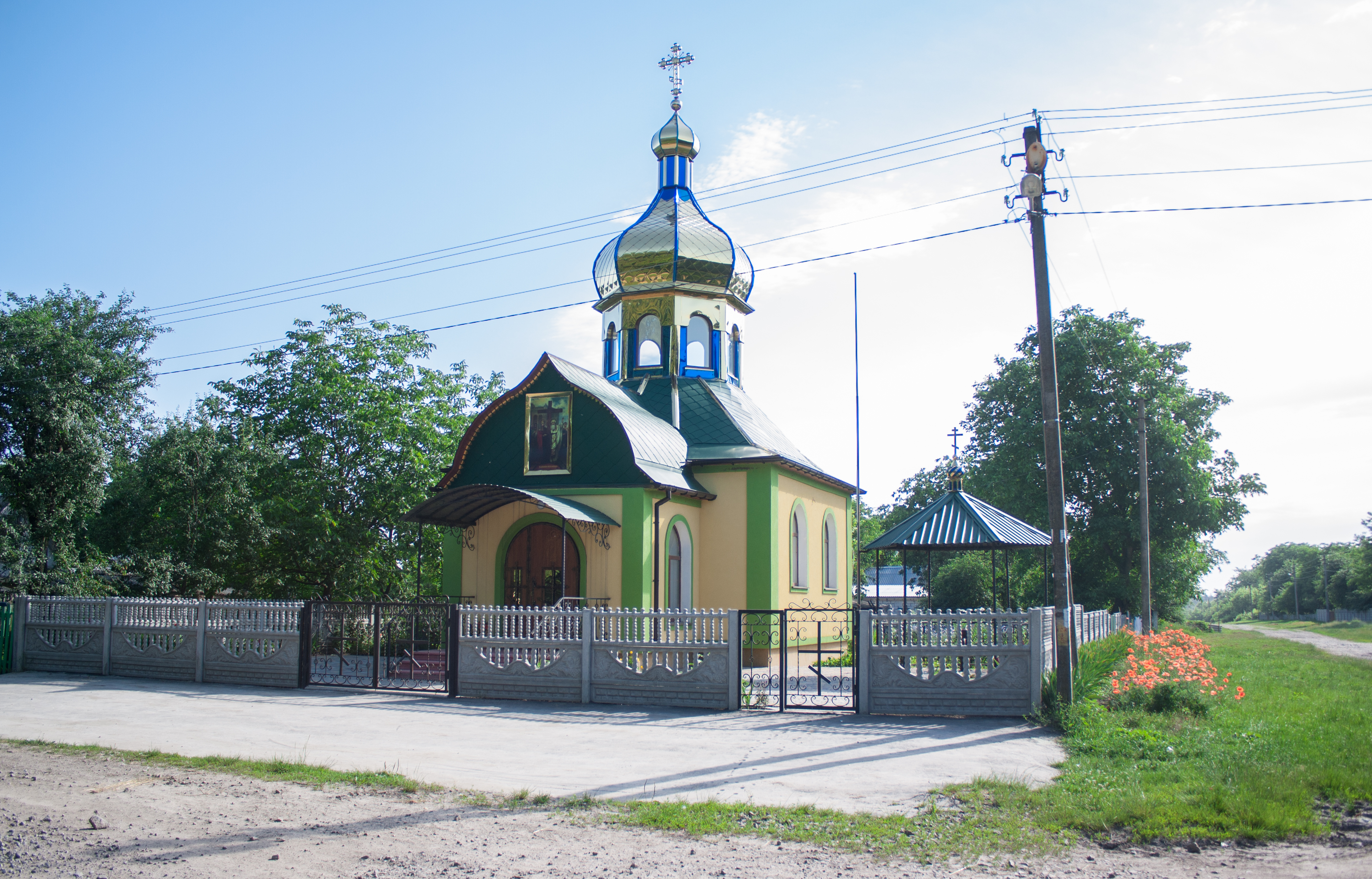
Церква
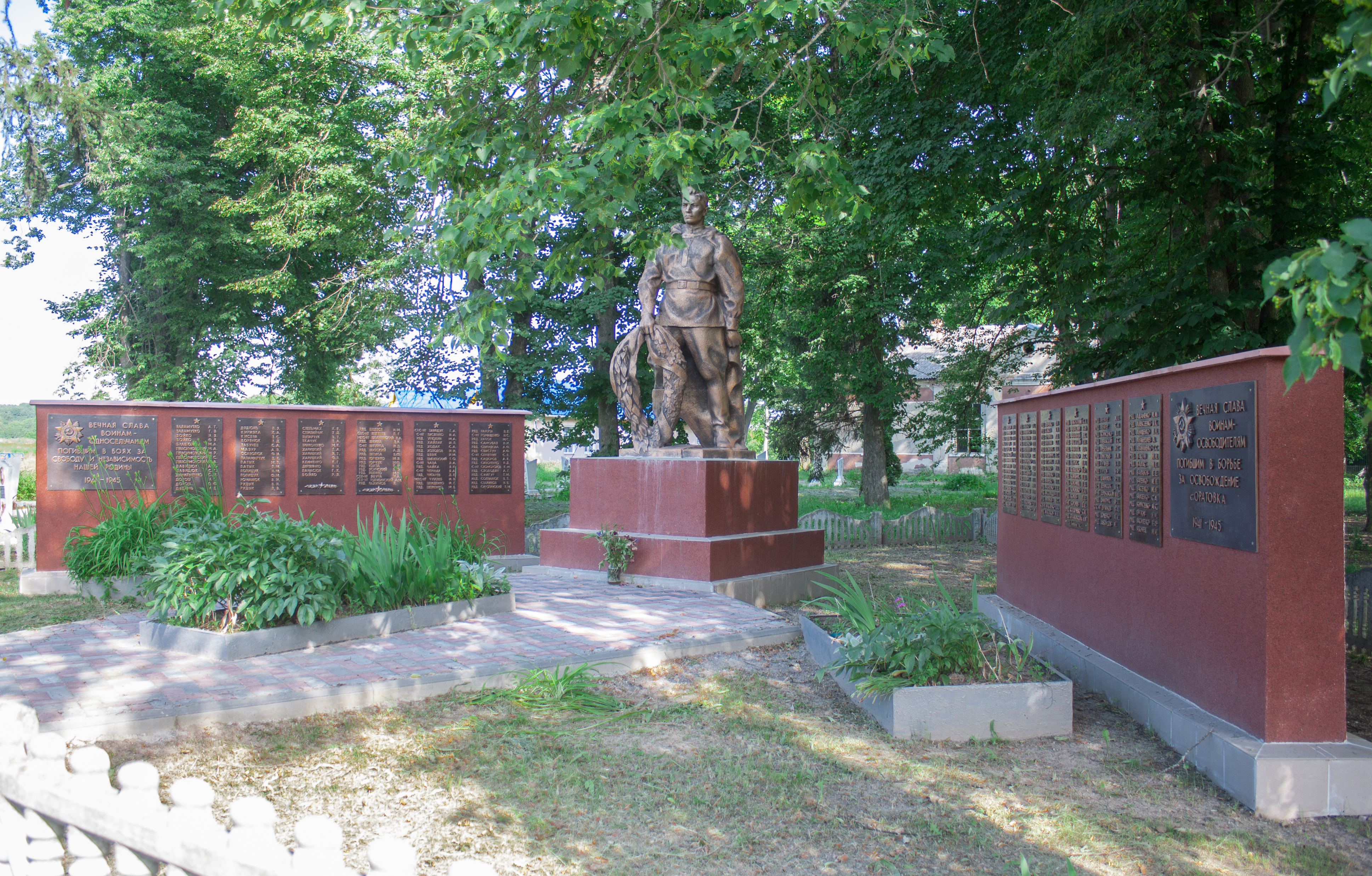
Братська могила і пам'ятник воїнам-односельчанам